# Eleanor Lyons
Eleanor Lyons is een Australische sopraan.

## Biografie
Lyons studeerde aan het Sydney Conservatorium of Music. Ze maakte deel uit van de Mariinsky Academy for Young Opera Singers in Rusland (2010-2011) en vervolmaakte zich verder aan het Royal Northern College of Music in Manchester (2011-2012). Ze won in 2013 de eerste prijs op de Internationale Obraztsova Wedstrijd voor Zang.
In 2018 kreeg Lyons de Vienna State Opera Award van de Australian Opera Foundation for Young Singers, waardoor ze aan de Wiener Staatsoper kon zingen. Ze zong in Verdi’s ‘Requiem’ en Brittens ‘War Requiem’ met het Antwerp Symphony Orchestra olv. Philippe Herreweghe. Op het Grafenegg Festival zong Lyons olv. Leon Botstein Maria in ‘Der Diktator’ van Krenek en in Hindemiths ‘Mörder, Hoffnung der Frauen’.
Lyons was te horen in Mahlers Vierde Symfonie, in ‘La Bohème’ en Berio’s ‘Folk Songs’ met het Konzerthausorchester Berlin en in Ravels ‘Chansons Madécasses’ met het Budapest Festival Orchestra. Ze verleende tevens haar medewerking aan Mahlers Derde Symfonie met het Budapest Festival Orchestra, als Anne Truelove in Stravinsky’s ‘The Rakes Progress’ aan de Hongaarse Staatsopera in Boedapest, als Musetta in ‘La Bohème’ aan het Bolsjoj Theater in Moskou, en Zweite Dame in ‘Die Zauberflöte’ op het Wexford Opera Festival.
In 2019 maakte Lyons haar debuut als Donna Anna in Mozarts ‘Don Giovanni’ met Opera Australia en in de Opera in Antwerpen was ze te horen in Schumanns ‘Szenen aus Goethes Faust’.